# МГС-25 Александар
МГС-25 Александар је прототип самоходног топа хаубице, настао као нов производ и кроз даља усавршавања, претходних верзија самоходних топ хаубица попут фамилије Нора Б-52 155мм. МГС-25 је монтиран на камион са погоном 8х8 марке Камаз као и на Ман СХ45. Постоје назнаке да би се могао производити и на шасији ФАП 3240 БС/АВ 8 х 8 која дели карактеристике са МАН-овом платформом . Производи се у фабрици Борбени Сложени Системи Југоимпорт СДПР, Велика Плана.

## Карактеристике
МГС-25 представља тренутно најбоље артиљеријско оруђе у српској војној индустрији, потпуно је аутоматизовано са високим нивоом аутономије. Модулом наоружања, односно топом, се управља из кабине возила, а посада чини свега три члана. Модул наоружања представља, склоп цеви калибра 155mm (аутофретоване), која се израђује у две различите варијанте:
- Прва је по JBMoU, која поседује запремину коморе од 23 литара.
- Друга има знатно повећан домет и ватрену моћ, као и већу запремину коморе од 25 литара.

Карактеристично за скоро све моделе самоходних артиљеријских хаубица фамилије Нора, што важи и за МГС-25, јесте да поседују аутоматски пуњач. Пуњач код МГС-25 је потпуно аутоматизован са по 12 пројектила и 12 барутних пуњења. Омогућено је пуњење при свим елевацијама система, омогућено је побољшање брзине гађања до 6 граната у минути. Као додатак томе на платформу је постављена аутоматизована допуна са још 12 граната тако да је борбени комплет 24 гранате за који није потребан никакав рад посаде. Систем поседује аутоматску нишанску линију, као и аутоматизовану навигацију. Оруђе такође поседује као и Нора Б-52 четири хидрауличне стопе, чиме се омогућава стабилно гађање, као и гађање у свим правцима. Ова особина га чини јединственим у таквом типу оруђа у свету. Оруђе поседује сензорску главу за директно гађање као и радар за мерење почетне брзине. Оба система су директно везана за компоненте ASUV-а на оруђу. 

### Посада
Посаду чине свега три члана смештена у оклопљеној кабини возила, заштићена током рада и управљања оруђем, захваљујући потпуној аутоматизацији. Битно је нагласити да је за претходне верзије самоходне вучне  хаубице била потребна посада од десет људи, а код НОРЕ Б52 пет. Овиме се увелико смањује број припадника оружаних снага и трошкови њихове обуке, с обзиром на чињеницу да је обука људства дуготрајна и скупа. Због своје потпуне аутоматизације и карактеристика, као и због чињенице да је у питању оруђе на платформи точкаша, време превођења из маршевског у борбени положај је веома кратко, што омогућава брзо и ефикасно дејство као и повлачење са ватреног положаја.

#### Мобилност
Битно је истаћи да самоходна хаубица задовољава и захтеве стратегијске покретљивости. Са укупном масом од око 27 тона, МГС-25 Александар се може ефикасно транспортовати транспортним авионима, жељезницом и средствима поморског транспорта.

### Наоружање
Поред овога, оруђе поседује у способности за изврши гађање типа МРСИ (MRSI) са 4 пројектила на дометима до 25 km. Оруђе може користити сву стандардну и специјалну муницију 155 mm произведену по NATO стандарду. Уз примену нове муниције има могућност домета до 67 km.

### Информациони систем
Савремени командно информациони систем, заснован је на савременој информационој технологији и посебно развијеним софтверима. Тиме се омогућава комуникација у континуитету са свим елементима артиљерије и размена свих релевантних информација потребних за извођење борбеног задатка уз минимизацију потребног времена.

#### Информатичка опрема
Једна од најважнијих одлика модерних самоходних хаубица, па и система МГС-25 је и „мрежно централизовано ратовање“ енгл. network centric warfare. Taj концепт се заснива на потпуном информатичком мрежном повезивању свих делова водова на бојишту који обично комбинују сва три вида оружаних снага: копнене војске, ваздухопловства и морнарице и речне морнарице. Такође, умрежени су сви расположиви сензори извиђачких јединица, јединица у непосредном контакту са непријатељем, као и јединица за ватрену и логистичку подршку. Тиме је створена јединствена виртуална слика бојишта која значајно повећава оно што се у западној војној пракси назива у слободном преводу „увидом у борбену ситуацију“ енгл. situation awareness.
Овиме се знатно:
- убрзава комуникација,
- повећава динамика операције и
- омогућава боље искориштавање ватрених могућности мањег броја савремених борбених система.

## Корисници
- Србија - 2+ прототипа.

Претпоставља се да ће овај тип ући у што скорије време у оперативну употребу Војске Србије.